# Reek of Putrefaction
Reek of Putrefaction (рус. «Смрад от гниения») — дебютный студийный альбом британской экстремальной метал-группы Carcass, выпущенный 28 июля 1988 года на лейбле Earache Records.
Альбом достиг 6 позиции в британском чарте UK Indie Chart, таким образом группа стала одним из пионеров поджанра экстремального метала известого как грайндкор. Вскоре на радиостанции BBC Radio 1, в интервью для газеты The Observer, радиоведущий и DJ Джон Пил назвал Reek of Putrefaction своим любимым альбомом года.

## Об альбоме

### Производство и запись
Диск был записан за четыре дня в небольшой студии Rich Bitch, в Бирмингеме. Участники группы остались недовольны качеством записи материала: по словам вокалиста и гитариста Билла Стира инженеры студии «испортили» пластинку, особенно часть ударных: 

<…>Earache Records отправили нас в отстойную маленькую студию в Бирмингеме, где мы и записали LP за четыре дня. Это не очень долгое время, но мы отлично уложились. К несчастью, инженер звукозаписи был полным идиотом. Он свёл дорожку ударных так ужасно, что нам пришлось микшировать бесконечно, чтобы в конце концов стало слышно хоть что-нибудь. Но времени у нас было всего несколько часов, и пришлось выпускать LP так, как он звучал к тому моменту. Это был Reek of Putrefaction, и понятно, что мы испытывали какие угодно, только не радостные чувства по поводу результата записи.— Билл Стир в интервью для «Rock Hard»
Альбом выделяется тем, что гитарные соло на нём имеют свои собственные названия, выдержанные в стилистике альбома. Традиция давать названия гитарным соло присутствует у Carcass вплоть до третьего альбома. Оригинальный подход у группы присутствовал и в отношении к вокальным партиям: все участники группы, даже ударник, пели какую-то часть текстов. Также на данном релизе члены группы выступили под устрашающими псевдонимами: «Бальзаматор грудной клетки» (Билл Стир), «Раздавливатель кишок» (Джефф Уокер) и «Полощущий горло кровью» (Кен Оуэн).
Когда мастер-запись была впервые отправлена на прессовочную установку, оригинальную виниловую пластинку пришлось прессовать в меньших объёмах, так как басовые частоты были настолько низкими (иногда достигая до 25 Гц), что грозило сделать более высокие частоты на пластинке неслышимыми.

## Выпуск

### Оформление
Reek of Putrefaction был выпущен в 1988 году. Обложка альбома является коллажем представленным из разных фотографий, изображающие вскрытие человеческих тел, собранных из медицинских журналов. Участники группы утверждали, что специально сделали её такой, чтобы альбом был повсеместно запрещён цензурой. Однако это привело лишь к тому, что продажи альбома превысили ожидания как группы, так и лейбла. Тексты песен представляли собой такой же коллаж из описания самых болезненных фантазий на тему некрофилии, трупов и смерти. Тексты песен полны словами, как образно написано во многих рецензиях, взятыми из медицинских журналов.

### Переиздания
Столь откровенную обложку цензурировали несколько раз в разных переизданиях: первый раз в 1994 году альбом был переиздан с «чистой» версией обложки, второй раз в 2002 году, где всю обложку закрывала чёрная упаковка с надписью «Оригинальное изображение находится внутри».
Альбом был вновь переиздан в 2008 году в рамках продолжающейся серии переизданий Carcass, чтобы связать их с воссоединением группы. Основной альбом вместе с демо-записью Flesh Ripping Sonic Torment, была представлена на одной стороне двухслойного диска, а на DVD-стороне было документальное видео «Отчёт патологоанатома, часть 1: инкубация». Более поздние выпуски содержат альбом на CD-диске и документальный фильм на отдельном DVD. Альбом представлен в виде 12-панельного диджипака с полными текстами и оформлением и запечатан в белый медицинский пакет с наклейкой, чтобы скрыть спорную обложку.

## Приём

### Отзывы критиков
Натали Перселл в книге «Death Metal Music. The Passion and Politics of a Subculture» пишет следующее: «благодаря использованию точных и пронзительных гитарных соло и сменному вокалу между высокими криками и глубоким ростом, альбом становится важным стимулом для дальнейшего развития жанра грайндкор». Натали также отметила, что «Carcass расширили жанр грайндкор в качестве первой группы в данном метал-жанре».

### Влияние
Благодаря выпуску релиза Reek of Putrefaction группа Carcass стали считаться одним из пионеров жанра горграйнд. Их ранняя работа была также отмечена многими критиками как «брызжащий дэт-метал» и «хардгор» благодаря их жутким темам текстов песен и вызывающие отвращение оформления обложек.

## Список композиций
Все тексты песен и музыки написали группа Carcass.
| №   | Название                           | Длительность |
| --- | ---------------------------------- | ------------ |
| 1.  | «Genital Grinder»                  | 1:32         |
| 2.  | «Regurgitation of Giblets»         | 1:24         |
| 3.  | «Maggot Colony»                    | 1:37         |
| 4.  | «Pyosisified (Rotten to the Gore)» | 2:55         |
| 5.  | «Carbonized Eyesockets»            | 1:11         |
| 6.  | «Frenzied Detruncation»            | 0:59         |
| 7.  | «Vomited Anal Tract»               | 1:45         |
| 8.  | «Festerday»                        | 0:22         |
| 9.  | «Fermenting Innards»               | 2:35         |
| 10. | «Excreted Alive»                   | 1:21         |
| 11. | «Suppuration»                      | 2:19         |

| №   | Название                             | Длительность |
| --- | ------------------------------------ | ------------ |
| 12. | «Foeticide»                          | 2:46         |
| 13. | «Microwaved Uterogestation»          | 1:24         |
| 14. | «Feast on Dismembered Carnage»       | 1:27         |
| 15. | «Splattered Cavities»                | 1:54         |
| 16. | «Psychopathologist»                  | 1:18         |
| 17. | «Burnt to a Crisp»                   | 2:43         |
| 18. | «Pungent Excruciation»               | 2:31         |
| 19. | «Manifestation of Verrucose Urethra» | 1:02         |
| 20. | «Oxidised Razor Masticator»          | 3:13         |
| 21. | «Mucopurulence Excretor»             | 1:09         |
| 22. | «Malignant Defecation»               | 2:14         |

| №   | Название                    | Длительность |
| --- | --------------------------- | ------------ |
| 23. | «Genital Grinder (Intro)»   | 0:50         |
| 24. | «Regurgitation of Giblets»  | 1:56         |
| 25. | «Festerday»                 | 0:19         |
| 26. | «Limb from Limb»            | 1:05         |
| 27. | «Rotten to the Gore»        | 2:54         |
| 28. | «Excreted Alive»            | 0:55         |
| 29. | «Malignant Defecation»      | 1:59         |
| 30. | «Fermenting Innards»        | 2:33         |
| 31. | «Necro-Cannibal Bloodfeast» | 1:49         |
| 32. | «Psychopathologist»         | 1:29         |
| 33. | «Die in Pain»               | 0:11         |
| 34. | «Pungent Excruciation»      | 3:04         |
| 35. | «Face Meltaaargh»           | 1:16         |

## Участники записи
| Carcass - Билл Стир (англ. Thorax Embalmer) — вокал, гитара; - Джефф Уокер (англ. Offalmangler) — вокал, бас-гитара, художественное оформление; - Кен Оуэн (англ. Grumegargler) — вокал, барабаны; - Санджив — вокал (с 23 по 35 песни). | Производственный персонал - Пол Тэлбот — продюсер, звукорежиссёр, микширование; - Carcass — продюсеры; - Дигби Персон — исполнительный продюсер; - Майк Айвори — звукорежиссёр. |

## Чарты
| Чарт (1988)    | Позиция в чарте |
| -------------- | --------------- |
| UK Indie Chart | 6               |